# Oasis FM
Oasis FM (arabe : واحة إف إم) est une station de radio privée arabophone de Tunisie. 
Couvrant le gouvernorat de Gabès et les régions avoisinantes, elle diffuse en modulation de fréquence et en streaming via son site web.
Lancée le 29 décembre 2011, après un mois de test, ses locaux sont situés à Gabès, près du siège du gouvernorat. La radio dispose d'un studio à Gabès et d'un autre à Tunis.
Un mouvement de protestation lié à « des revendications matérielles et morales » a lieu au sein de la radio au printemps 2012 avec le soutien de l'Union générale tunisienne du travail.
L'Office national de la télédiffusion suspend la radio le 13 juillet 2018 pour non paiement des dettes dues par la radio envers ce dernier. Le 3 décembre 2018, la HAICA décide le retrait de la licence d'exploitation de la radio.
Le 23 juillet 2020, la radio reprend sa diffusion après 2 ans de suspension.